# Gotō Shōjirō
El conde Gotō Shōjirō (後藤 象二郎?  Provincia de Tosa, Japón, 13 de abril de 1838 - Hakone, Prefectura de Kanagawa, 4 de agosto de 1897) fue un samurái y político japonés activo durante el período Bakumatsu y los primeros años de la era Meiji. Fue uno de los líderes del Movimiento por la Libertad y los Derechos del Pueblo, que más adelante se convertiría en un partido político.

## Primeros años
Gotō nació el 13 de abril de 1838 en el dominio Tosa, hoy en día la actual prefectura de Kōchi. Junto con su compañero samurái, Sakamoto Ryōma, se sintió atraído por el movimiento radical Sonnō jōi (reverenciar al Emperador, expulsar a los bárbaros). Después de ser promovido, tomó el poder dentro de la política del dominio y ejerció influencia sobre el daimyō, Yamauchi Toyoshige, para pedirle al shogun Tokugawa Yoshinobu que devolviera pacíficamente el poder al Emperador.

## Estadista y político
Después de la restauración Meiji, Gotō fue nombrado para una serie de puestos, incluido el de gobernador de Osaka y sangi (concejal), pero más adelante en 1873 estuvo en desacuerdo con la política de restricción del gobierno hacia Corea (es decir, el debate Seikanron) y, en términos más generales, se opuso a la dominación Chōshū-Satsuma del nuevo gobierno. Conjuntamente con Itagaki Taisuke, presentó un memorándum llamando a establecer un parlamento elegido por el pueblo. En 1874, junto con Itagaki, Etō Shimpei y Soejima Taneomi de la provincia de Hizen, formó el Aikoku Kōtō (partido público de los patriotas), declarando: 

"Nosotros, los treinta millones de personas en Japón, todos estamos igualmente dotados de ciertos derechos definidos, entre los cuales están los de disfrutar y defender la vida y la libertad, adquirir y poseer propiedades, obtener un sustento y buscar la felicidad. Estos derechos son otorgados por la naturaleza a todos los hombres y, por lo tanto, no pueden ser quitados por el poder de ningún hombre".

Esta postura antigubernamental atraía a los remanentes descontentos de la clase samurái y la aristocracia rural, a la que no le agradaba los impuestos centralizados, y los campesinos, quienes estaban descontentos con los altos precios y los bajos salarios.
Después de la conferencia de Osaka de 1875, regresó brevemente al gobierno, participando en el Genrōin. También administró una mina de carbón en Kyūshū (la mina de carbón de Takashima), pero al ver que estaba perdiendo dinero, la vendió a Iwasaki Yatarō. En 1881, regresó a la política, asistiendo a Itagaki en el Jiyūto que desarrolló el movimiento Daidō danketsu (coalición) en 1887.

### Burócrata
En 1889, Gotō se unió al gobierno del primer ministro Kuroda Kiyotaka como ministro de comunicaciones, permaneciendo en ese puesto bajo el primer gabinete de Yamagata Aritomo y primer gabinete de Matsukata Masayoshi. Bajo el nuevo sistema de títulos nobiliarios kazoku, fue elevado al rango de hakushaku (conde). En el segundo gabinete, Itō fue nombrado ministro de agricultura y comercio. Estuvo implicado en un escándalo relacionado con el comercio de futuros y se vio obligado a retirarse. Después de un ataque al corazón, se retiró a su casa de verano en Hakone, prefectura de Kanagawa, donde murió en 1896. Su tumba se encuentra en el cementerio de Aoyama en Tokio.